# Salento (Italien)
 For alternative betydninger, se Salento (flertydig). (Se også artikler, som begynder med Salento)
Salento er en by i Campania, Italien med 1.770 (2023) indbyggere.